# Гірськолижний спорт на зимових Олімпійських іграх 2022 — швидкісний спуск (чоловіки)
Змагання з гірськолижного спорту в швидкісному спуску серед чоловіків мали відбутися 6 лютого на трасі Національного гірськолижного центру в районі Яньцин (Китай), але їх перенесли на 7 лютого через сильний вітер.
Чинний олімпійський чемпіон Аксель Лунд Свіндаль завершив спортивну кар'єру. Володар срібної медалі Ігор-2018 К'єтіль Янсруд кваліфікувався на Олімпіаду, як і бронзовий медаліст Беат Фойц. Александер Омодт Кільде очолював залік Кубка світу 2021–2022 після восьми швидкісних спусків, що відбулись перед Олімпійськими іграми. 2-ге місце посідав олімпійський чемпіон 2014 року в швидкісному спуску й супергіганті Маттіас Маєр, 3-тє - Марко Одерматт. Вінцент Кріхмайр виграв чемпіонат світу 2021 року, а срібну та бронзову медалі здобули, відповідно, Андреас Зандер і Фойц.

## Результати
| Місце | Номер | Ім'я                    | Країна      | Час            | Відставання    |
| ----- | ----- | ----------------------- | ----------- | -------------- | -------------- |
| 1     | 13    | Беат Фойц               | Швейцарія   | 1:42.69        | —              |
| 2     | 19    | Жоан Кларе              | Франція     | 1:42:79        | +0.10          |
| 3     | 9     | Маттіас Маєр            | Австрія     | 1:42.85        | +0.16          |
| 4     | 12    | Джеймс Кроуфорд         | Канада      | 1:42.92        | +0.23          |
| 5     | 11    | Александер Омодт Кільде | Норвегія    | 1:43.20        | +0.51          |
| 6     | 15    | Домінік Паріс           | Італія      | 1:43:21        | +0.52          |
| 7     | 17    | Марко Одерматт          | Швейцарія   | 1:43:40        | +0.71          |
| 8     | 1     | Вінцент Кріхмайр        | Австрія     | 1:43:45        | +0.76          |
| 9     | 20    | Макс Франц              | Австрія     | 1:43:52        | +0.83          |
| 10    | 23    | Боштьян Кліне           | Словенія    | 1:43:75        | +1.06          |
| 11    | 22    | Адріан Смісет Сеєрстед  | Норвегія    | 1:43:82        | +1.13          |
| 11    | 25    | Максанс Мюзатон         | Франція     | 1:43:82        | +1.13          |
| 13    | 14    | Ромед Бауманн           | Німеччина   | 1:43:84        | +1.15          |
| 14    | 16    | Раян Кохран-Зігль       | США         | 1:43:91        | +1.22          |
| 15    | 8     | Маттео Марсалья         | Італія      | 1:44.06        | +1.37          |
| 16    | 7     | Нільс Гінтерман         | Швейцарія   | 1:44.08        | +1.39          |
| 17    | 32    | Адур Ечесаррета         | Іспанія     | 1:44.12        | +1.43          |
| 17    | 6     | Андреас Зандер          | Німеччина   | 1:44.12        | +1.43          |
| 19    | 3     | Брайс Беннетт           | США         | 1:44:25        | +1.56          |
| 20    | 18    | Тревіс Ґанонґ           | США         | 1:44:39        | +1.70          |
| 21    | 5     | Даніель Геметсберґер    | Австрія     | 1:44:59        | +1.90          |
| 22    | 29    | Броді Сеґер             | Канада      | 1:44:68        | +1.99          |
| 23    | 26    | Йозеф Ферстль           | Німеччина   | 1:44:69        | +2.00          |
| 24    | 28    | Міха Хробат             | Словенія    | 1:44:71        | +2.02          |
| 25    | 24    | Стефан Рожентен         | Швейцарія   | 1:44:95        | +2.26          |
| 26    | 27    | Блес Гізеданнер         | Франція     | 1:45:00        | +2.31          |
| 27    | 10    | Матьє Беле              | Франція     | 1:45.23        | +2.54          |
| 28    | 31    | Марко Пфіффнер          | Ліхтенштейн | 1:45:79        | +3.10          |
| 29    | 36    | Арно Алессандрія        | Монако      | 1:46.25        | +3.56          |
| 30    | 41    | Барнабаш Селлеш         | Ізраїль     | 1:46.88        | +4.19          |
| 31    | 37    | Джек Ґауер              | Ірландія    | 1:47.61        | +4.92          |
| 32    | 35    | Генрік фон Аппен        | Чилі        | 1:47.69        | +5.00          |
| 33    | 39    | Іван Ковбаснюк          | Україна     | 1:48.09        | +5.40          |
| 34    | 40    | Сімон Брайтфус          | Болівія     | 1:48.26        | +5.57          |
| 35    | 43    | Альбін Тахірі           | Косово      | 1:52.44        | +9.75          |
| 36    | 42    | Сюй Мінфу               | Китай       | 1:56.93        | +14.24         |
| 37    | 2     | Домінік Швайґер         | Німеччина   | Did not finish | Did not finish |
| 37    | 4     | Крістоф Іннергофер      | Італія      | Did not finish | Did not finish |
| 37    | 21    | Бродерік Томпсон        | Канада      | Did not finish | Did not finish |
| 37    | 33    | Марко Вукичевич         | Сербія      | Did not finish | Did not finish |
| 37    | 34    | Нейц Наралочник         | Словенія    | Did not finish | Did not finish |
| 37    | 38    | Чжан Янмін              | Китай       | Did not finish | Did not finish |
| 37    | 30    | К'єтіль Янсруд          | Норвегія    | Did not start  | Did not start  |